# Llagostera
Llagostera é um município da Espanha na comarca de Gironès, província de Girona, comunidade autónoma da Catalunha. Tem 76,61 km² de área e em 2021 tinha 8 851 habitantes (densidade: 115,5 hab./km²).

## Demografia
| Variação demográfica do município entre 1991 e 2004[carece de fontes?] | Variação demográfica do município entre 1991 e 2004[carece de fontes?] | Variação demográfica do município entre 1991 e 2004[carece de fontes?] | Variação demográfica do município entre 1991 e 2004[carece de fontes?] |
| ---------------------------------------------------------------------- | ---------------------------------------------------------------------- | ---------------------------------------------------------------------- | ---------------------------------------------------------------------- |
| 1991                                                                   | 1996                                                                   | 2001                                                                   | 2004                                                                   |
| 5354                                                                   | 5410                                                                   | 5186                                                                   | 6461                                                                   |